# Тінмут
Ті́нмут (англ. Teignmouth) — місто в графстві Девон, Англія, що розташоване на південному березі гирла річки Тейн. Населення міста становить 14,413 осіб.
1690-го року це було останнє місце в Англії, захоплене іноземною державою. Місто виросло з рибальського порту, пов'язаного з виробництвом Ньюфаундлендської тріски, в модний курорт який деякі відзначають як курорт часів Георгіївської епохи, з подальшим розширенням після відкриття Девонської Південної Залізниці в 1846 році. Сьогодні, порт Тінмута й досі діє, а місто залишається популярним місцем відпочинку на узбережжі.

## Історія

### До 1700 року

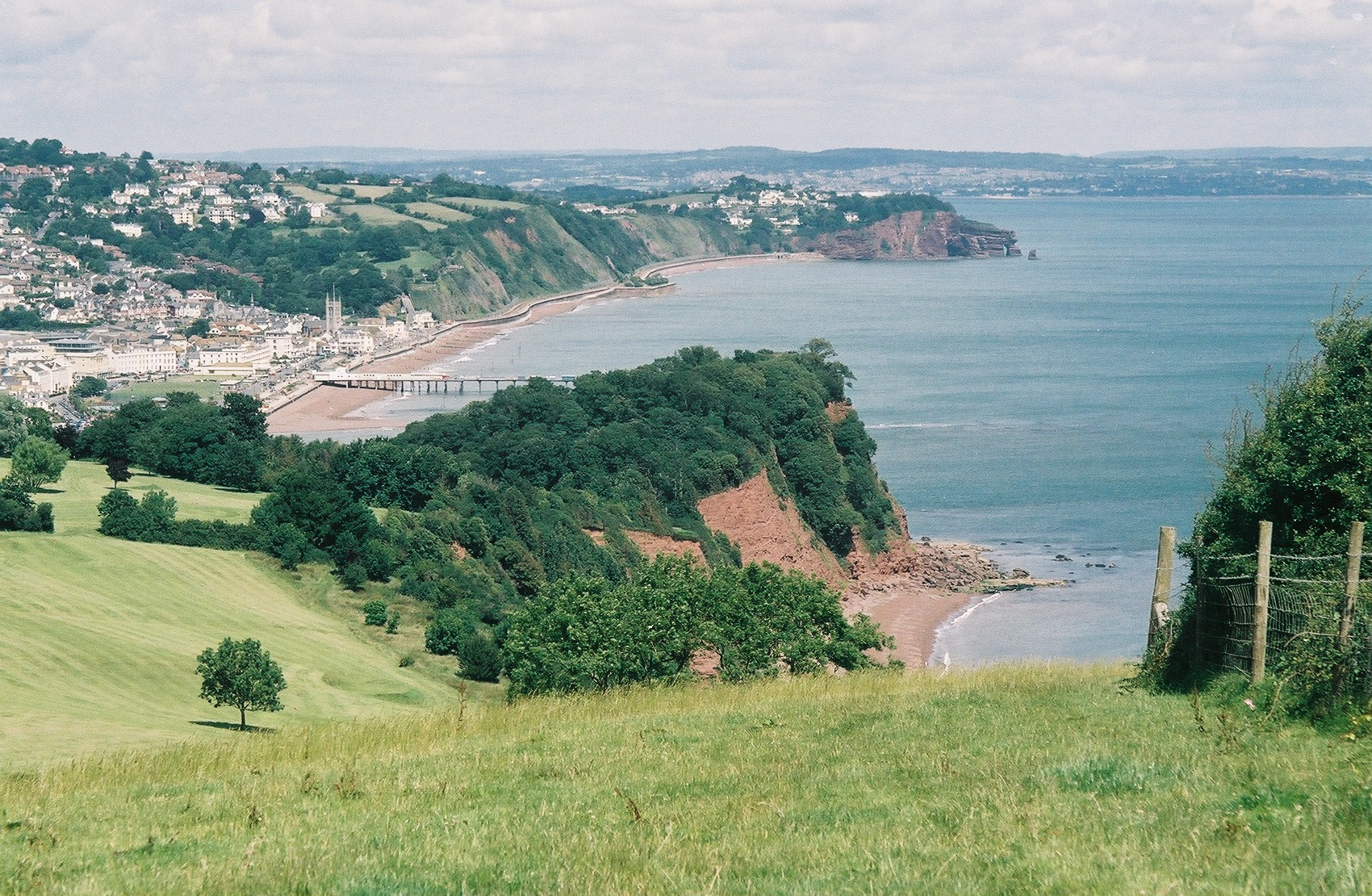

Перша згадка про Тінмут була у 1044 році. Спочатку існували два села Східний Тінмут і Західний Тінмут, розділені між собою протокою, яка мала назву Тейм. Документи свідчать про те, що на початку 14 століття Тінмут був важливим портом, другим таким в графстві Девон, був тільки Дартмут. Порт був настільки знаковим що був атакований французами у 1340 році, а також з нього було відправлено 7 суден, зі 120 людьми, у експедицію проти порту Кале у 1347 році. Проте, у 15 столітті його відносна важливість зменшилась, а в 1577 році він взагалі не фігурував в офіційних звітах. Це могло бути пов'язано з заторами в гавані, викликаних операціями по видобутку олова в Дартмуті.
У 17-му столітті, разом з іншими портами каналу, Тінмут потерпав від набігів Дюнкерських корсарів з Фламандських портів. Цілком ймовірно, що контрабанда була найзначнішим промислом міста в цей час, хоча вилов тріски в Ньюфаундленді мав також велике значення.
У липні 1690 року, французький адмірал де Турвіль, який одержав перемогу над англо-голландським флотом у битві біля мису Бічі Хед, пришвартував свій флот біля порту Торбей, і деякі судна з флоту пропливавши уздовж узбережжя, нападали на Тінмут. В заяві до свого лорд-лейтенанта мешканці описали ці події так:
| Ліві лапки | …26 липня 1690 року о четвертій годині ранку, ваші бідні заявники були захоплені французами в кількості 1000 чоловік або близько того, які протягом трьох годин спалили до тла будинки 240 наших містян, розграбували всі наші товари, зіпсували наші церкви, спалили десятки наших кораблів у гавані, невраховуючи риболовецьки та інші промислові судна… | Праві лапки |

Після вивчення справи, судді Світового суду дійшли висновку, що:
| Ліві лапки | …по закінченню цього жахливого нападу, який тривав протягом 12 годин, було спалено до тла та зруйновано 116 житлових будинків...а також 172 житлових будинки було обшукано та розграблено і дві парафіяльні церкви було майже зруйновано, розграблено та пошкоджено, крім того було спалено десять вітрильних судів з меблями, вантажами і товарами на борту… | Праві лапки |

Як результат цієї заяви, Корона надає церкві, уповноваженій папським бревом, грошову допомогу у розмірі 11 000 фунтів стерлінгів для допомоги місту. Церквам з таких віддалених місць як Йоркшер сприяли, тому грошові допомоги включали в себе подальший розвиток порту.
Це було останнє вторгнення Англії (хоча це навіть була не Британія, оскільки саме Франція вторгалася неподалик Фишгарда, Пемброкшир у 1797 році, ця подія відома під назвою Фішгардська битва). Вулиця Французька у Тінмуті була названа на згадку про цю подію, та було відкрито музей Тінмута та Шелдона на цій вулиці.